# Chaetodontoplus mesoleucus
Chaetodontoplus mesoleucus es una especie de "pez ángel" marino de la familia Pomacanthidae.
Su nombre común en inglés es Vermiculated angelfish, o pez ángel vermicular. Es una especie generalmente común en su rango de distribución, y con poblaciones estables. Frecuentemente exportada para el mercado de acuariofilia. Es una de las especies más populares de peces marinos para acuarios, exportada desde Filipinas.

## Morfología
Posee la morfología típica de su familia, cuerpo comprimido lateralmente y ovalado, de perfil rectangular con las aletas extendidas. La boca es pequeña, protráctil y situada en la parte inferior de la cabeza. 
Tiene 12 espinas y 17-18 radios blandos dorsales; 3 espinas y 17-18 radios blandos anales.
Su coloración base del cuerpo y aletas dorsal y anal es gris púrpura, oscureciendo hacia las partes posteriores. Sobre el cuerpo hay un patrón  vermicular de rayitas y puntitos blancos. Tiene una raya negra en la cabeza que cubre el ojo. A su lado hay una franja blanca, que se extiende hasta el vientre, y en anchura, hasta la base de la aleta pectoral. Las cuatro primeras espinas de la aleta dorsal y las aletas pélvicas son amarillas. El diferente color de la aleta caudal, a veces completamente amarilla, o mayoritariamente gris, hace dudar a los expertos de si se trata de dos especies distintas.
Alcanza los 18 cm de largo.

## Hábitat y comportamiento
Asociado a arrecifes, es una especie clasificada como no migratoria. Habita arrecifes de la plataforma continental, no suele encontrarse alrededor de islas oceánicas. Ocurre en áreas con rico crecimiento coralino, en arrecifes y lagunas con fondos limosos. Tanto ejemplares solos, en parejas o pequeños grupos. 
Su rango de profundidad está entre 1 y 20 m, aunque se reportan localizaciones hasta los 53 metros.

## Distribución
Se distribuye en el océano Indo-Pacífico. Es especie nativa de Australia; Birmania; Camboya; Filipinas; Indonesia; Japón; Malasia; Papúa Nueva Guinea; Singapur; Tailandia; Taiwán (China) y Vietnam.

## Alimentación
Es un predador de esponjas, ascidias y algas filamentosas.

## Reproducción
Aunque no hay datos específicos sobre su ciclo de vida, como todo el género, so ovíparos y de fertilización externa. No cuidan a sus alevines.